# Elecciones presidenciales de Moldavia de 2020
Las elecciones presidenciales se realizaron en Moldavia el 1 de noviembre de 2020, siendo las cuartas elecciones realizadas desde su independencia en 1991. Los votantes tenían la opción de elegir a un nuevo presidente o reelegir a Igor Dodon. Sin embargo, ningún candidato obtuvo la mayoría de votos en la primera vuelta, por lo que se realizó una segunda vuelta electoral el 15 de noviembre de 2020 entre los dos candidatos más votados, Maia Sandu y Dodon.
Maia Sandu ganó con el 57.72% de votos.

## Sistema electoral

### Requisitos de elegibilidad de candidatos
La Constitución de la República de Moldavia (artículo 78, cláusula 2) recoge cuatro condiciones que el candidato a presidente debe cumplir: tener la nacionalidad moldava, ser mayor de 40 años, haber residido en el país por al menos 10 años y la capacidad de hablar la lengua nacional, el Moldavo. Además, el artículo 80 de la Constitución indica que un individuo solo puede ser presidente hasta un máximo de dos mandatos seguidos.

### Proceso electoral
Los candidatos pueden ser nominados por su partido político, una alianza electoral o presentarse de forma independiente. 
El presidente de Moldavia es electo utilizando el sistema de segunda vuelta electoral; si ningún candidato recibe la mayoría de los votos en la primera vuelta, es decir el 50 % de los votos, con una participación electoral de al menos el 33%. Se realizará una segunda vuelta.

## Candidatos
| Candidato         | Puesto durante su candidatura                                             | Partido/coalición | Estado                                                            |
| ----------------- | ------------------------------------------------------------------------- | --- | ----------------------------------------------------------------- |
| Igor Dodon        | Titular de la presidencia                                                 | Independiente, apoyado por el Partido de los Socialistas de la República de Moldavia (PSRM) | Registrado                                                        |
| Maia Sandu        | Presidenta del PAS                                                        | Partido de Acción y Solidaridad (PAS), apoyado por Pro Moldova | Registrado                                                        |
| Andrei Năstase    | Miembro del Consejo Municipal de Chișinău; Presidente del PPDA            | Partido Plataforma de Dignidad y Verdad (PPDA), apoyado por Constantin Oboroc | Registrado                                                        |
| Dorin Chirtoacă   | Miembro del Consejo Municipal de Chișinău; Presidente del Partido Liberal | Movimiento Político "Unión", formado por: - Partido Democracia en Casa (PPDA) - Partido Liberal (PL) - Partido Nacional Liberal (PNL) - Partido Popular Rumano (PPR) - Unión Salvamento de Bessarabia (USB) | Registrado                                                        |
| Octavian Țîcu     | Miembro del Parlamento; presidente del PUN                                | Partido de Unidad Nacional (PUN) | Registrado                                                        |
| Renato Usatîi     | Alcalde de Bâlti, presidente del PN                                       | Nuestro Partido (PN) | Registrado                                                        |
| Tudor Deliu       | Expresidente del PLDM                                                     | Partido Liberal Democrático de Moldavia (PLDM) | Registrado                                                        |
| Violeta Ivanov    | Miembro del parlamento                                                    | Partido Șor (PPS) | Registrado                                                        |
| Adrian Candu      | Miembro del parlamento; presidente del PMP                                | Partido Pro Moldova (PPM) | Registro NO aceptado por el Comisionado Electoral Central Moldavo |
| Ion Costas        | Primer ministro de Asuntos Internos de Moldavia                           | Independiente | Candidatura retirada                                              |
| Alexandr Kalinin  | Presidente del PRM                                                        | Partido Regiones de Moldavia (PRM) | Candidatura retirada                                              |
| Constantin Oboroc | Ex-vice primer ministro de Moldavia                                       | Independiente | Registro fallido                                                  |
| Serghei Toma      | Presidente del POM                                                        | Partido Obrero Moldavo (POM) | Registro fallido                                                  |

## Resultados
La primera vuelta de las elecciones se caracterizó por una participación históricamente alta de la diáspora moldava. Los moldavos que viven en el extranjero fueron responsables del 15% de los votos emitidos. Como los expatriados votaron abrumadoramente por Maia Sandu, su alta participación se considera una de las principales razones de su victoria en la primera ronda. Debido a que la mayoría de las encuestas dieron una ventaja al presidente en ejercicio, Igor Dodon, los expertos consideraron inesperado el resultado de Maia Sandu. Múltiples analistas expresaron la opinión de que Renato Usatîi, que quedó en tercer lugar y se autodefinió como un centrista, podría jugar un papel decisivo en la segunda vuelta al anunciar su apoyo a uno de los dos candidatos.
Sandu obtuvo la victoria en segunda vuelta con el 57,75% de los votos. 
| Candidato                   | Candidato                   | Partido                     | 1ª vuelta | 1ª vuelta | 2ª vuelta | 2ª vuelta |
| Candidato                   | Candidato                   | Partido                     | Votos     | %         | Votos     | %         |
| --------------------------- | --------------------------- | --------------------------- | --------- | --------- | --------- | --------- |
|                             | Maia Sandu                  | PAS                         | 487.635   | 36,16     | 943.006   | 57,72     |
|                             | Igor Dodon                  | PSRM                        | 439.866   | 32,61     | 690.614   | 42.28     |
|                             |                             |                             |           |           |           |           |
|                             | Renato Usatîi               | PN                          | 227.938   | 16,90     | —         | —         |
|                             | Violeta Ivanov              | ȘOR                         | 87.542    | 6,49      | —         | —         |
|                             | Andrei Năstase              | PPDA                        | 43.925    | 3,26      | —         | —         |
|                             | Octavian Țîcu               | PUN                         | 27.170    | 2,01      | —         | —         |
|                             | Tudor Deliu                 | PLDM                        | 18.486    | 1,37      | —         | —         |
|                             | Dorin Chirtoacă             | MPU                         | 16.145    | 1,20      | —         | —         |
|                             |                             |                             |           |           |           |           |
| Total                       | Total                       | Total                       | 1.348.719 | 100,00    | 1.633.620 | 100,00    |
| Votos válidos               | Votos válidos               | Votos válidos               | 1.348.719 | 98.55     | 1.633.620 | 99.00     |
| Votos nulos                 | Votos nulos                 | Votos nulos                 | 19.797    | 1.45      | 16.511    | 1.00      |
| Total de votos              | Total de votos              | Total de votos              | 1.348.516 | 100,00    | 1.650.131 | 100,00    |
| Registrados / participación | Registrados / participación | Registrados / participación | 2.995.891 | 45,68     | 2.995.891 | 55,08     |